# Aéroport de Laval - La Mayenne
L’aéroport de Laval - Entrammes de son nouveau nom aéroport de Laval-La Mayenne (code IATA : LVA • code OACI : LFOV) est un aéroport civil, ouvert à la circulation aérienne publique (CAP), situé dans la commune d’Entrammes à 4 km au sud-sud-est de Laval dans la Mayenne (région Pays de la Loire, France).
Il est utilisé pour le transport aérien (national et international) et pour la pratique d’activités de loisirs et de tourisme (aviation légère, hélicoptère, parachutisme et aéromodélisme). Sa gestion est assurée par le Syndicat mixte de l’aérodrome de Laval et de la Mayenne.

## Histoire
L’aérodrome communal d’Entrammes, communal puisqu'il a été acquis par la ville de Laval, fut ouvert à la circulation aérienne publique en 1937. Il s'étendait alors sur 41 ha.
Le 12 juillet 1937, un meeting aérien marque l'ouverture de l'aérodrome de Beausoleil situé sur la route d'Angers. Les Allemands l'occupent durant la Seconde Guerre Mondiale.
Le 10 juin 1944, le 10e Squadron du Bomber Command de la Royal Air Force est désigné pour effectuer une mission. Parti de Melbourne dans le Yorkshire en Angleterre, l'escadron doit bombarder l'aérodrome de Laval puisque deux escadrilles allemandes de chasseurs bombardiers Focke-Wulf Fw 190 y sont stationnées. L'aérodrome devient un chantier lors des affrontements entre la défense antiaérienne allemande (Flak)et les bombardiers britanniques. 

Ancien logo de l'aéroport Laval-Entrammes

Le prototype du Max Holste MH-52 effectua son premier vol le 23 juillet 1945 à l'Aéroport de Laval, avec Maurice Finance, comme pilote. L'Office français d'Exportation de Matériel Aéronautique (O.F.E.M.A.) le reconnaît comme étant le plus intéressant dans le monde de l'entraînement des pilotes.
Créé au début du 20e siècle, l'aérodrome de Beausoleil est devenu en 1973, l'aéroport de Laval-Entrammes, avec l'aménagement d'une piste et d'une tour, le tout sur une parcelle de 113 ha. Dans les années 70, des vols charters partaient en direction des Baléares et une ligne régulière vers Nantes était créée.
L'aéroport est géré depuis 1996, par le syndicat mixte de l'aéroport de Laval et de la Mayenne, qui réunit la Chambre de Commerce et d'industrie de Mayenne, Laval Agglo et le conseil départemental de la Mayenne.
Dans les Pays de la Loire, c’est le deuxième aéroport derrière celui de La Roche-sur-Yon pour les vols d’affaires qui veut devenir le "Bourget" de la Mayenne.
Juillet 2022 verra la réfection de la piste de 1 662 mètres en enrobé pendant 3 semaines environ.

## Installations

### Piste(s)
L’aéroport dispose de deux pistes orientées sud-nord (14/32) :
- une piste bitumée longue de 1 662 mètres et large de 30 mètres[6] qui comprend :
  - un balisage diurne et nocturne (feux basse et haute intensité contrôlables par les pilotes : PCL
  - un indicateur de plan d’approche (PAPI) pour chaque sens d’atterrissage
- une piste en herbe longue de 1 440 mètres et large de 75 mètres (14L/32R).

### Prestations

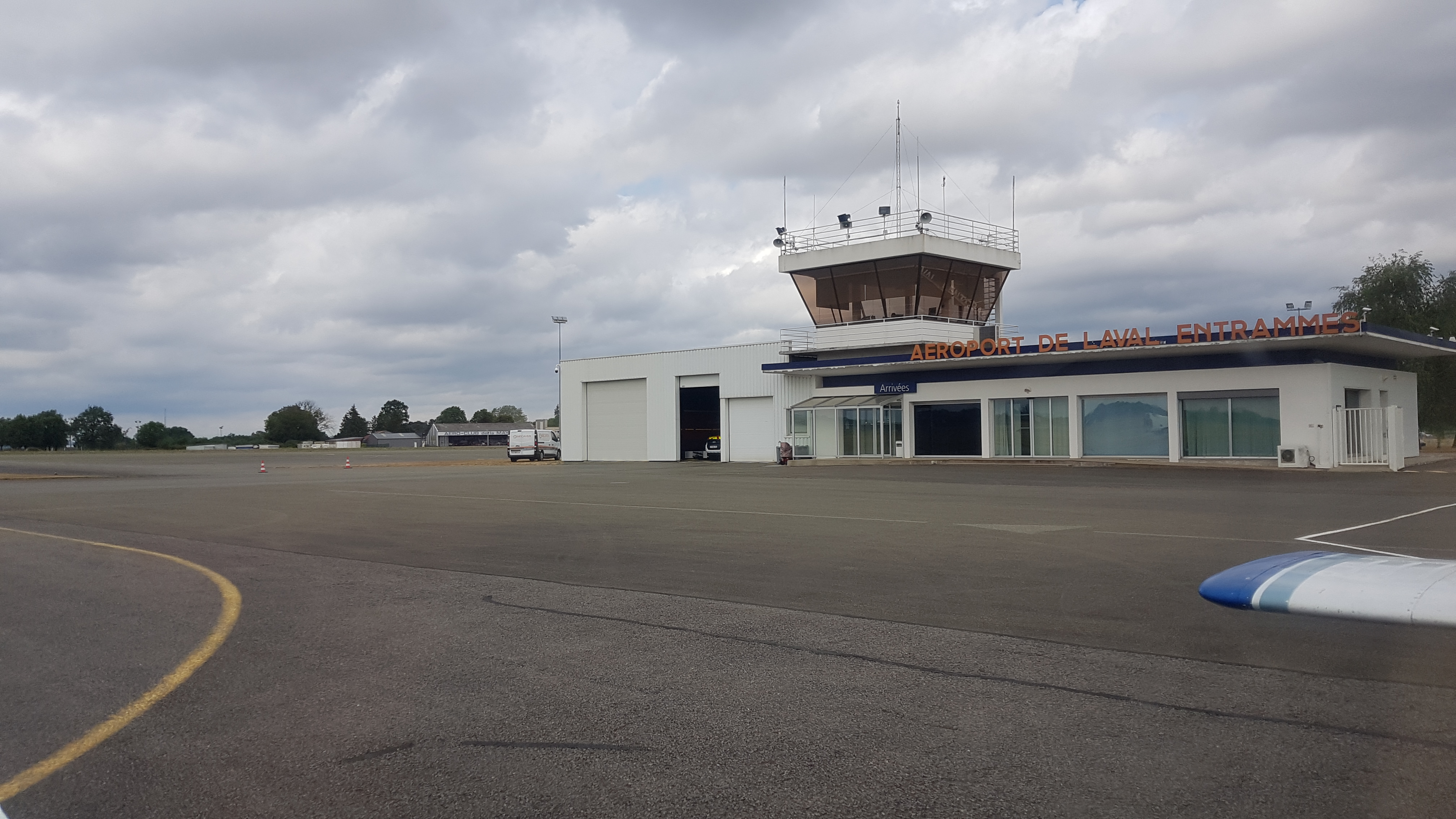
Aérogare de Laval-Entrammes

L’aéroport n’est pas contrôlé mais dispose d’un service d’information de vol (AFIS). Les communications s’effectuent sur la fréquence de 120.805 MHz. Il est agréé avec limitations pour le vol à vue (VFR) de nuit et le vol aux instruments (IFR).
S’y ajoutent :
- des aires de stationnement d’une surface totale de 5 500 m2 ;
- une aérogare de 100 m2 (capacité de traitement de 20 000 passagers par an) ;
- des hangars d’une surface totale de 2 700 m2 ;
- une station d’avitaillement en carburant (100LL et Jet A1) ;
- un restaurant[7].

L'aéroport est doté d’un poste de passage aux frontières par les douanes du Mans, qui permet une desserte internationale.

## Activités

### Transport aérien commercial
A l'initiative de la compagnie Rennaise Air Ouest, le 1er mars 1976, c'était la compagnie aérienne Nantes Aviation qui assurait finalement la ligne Laval-Nantes en Cessna 402 permettant les correspondances à Nantes.  
Sur les neuf premiers mois de l'année 1976, Nantes Aviation avait transporté 726 passagers sur cette desserte. 
Dans les années 1970, des vols charters partaient en direction des Baléares.

### Aviation d'affaires

Logo de la compagnie aérienne Air Mayenne

La compagnie Air Mayenne (Actual Group) a été créée en 2021 et lancée officiellement le mardi 29 mars 2022. 
Elle vole sous le certificat de transporteur aérien (Code OACI: FSF) de la compagnie d'aviation d'affaires Suisse Fly 7 qui assure également l'entretien de l'unique avion d'Air Mayenne . 
L'avion est un Pilatus PC-12 (immatriculé OH-ACT changé par le OH-TUA nom de baptême Laval en 2023 à la suite de la vente du premier avion) qui appartient à Samuel Tual, le patron du groupe d'intérim Actual. 
Cet avion sert aussi bien à son entreprise qu'aux entrepreneurs de la région pour les déplacements professionnels en France ou en Europe.

### Statistiques
| Mouvements                 | 2001   | 2002   | 2003   | 2004   | 2005   | 2006   | 2007   | 2008   | 2009   | 2010   | 2011   | 2012   | 2013   | 2014   | 2015   | 2016   | 2017   | 2018   | 2019   | 2020  | 2021   | 2022   | 2023   |
| Mouvements commerciaux     | 339    | 466    | 538    | 435    | 371    | 326    | 340    | 345    | 502    | 471    | 482    | 418    | 397    | 399    | 398    | 253    | 167    | 118    | 88     | 81    | 85     | 147    | 188    |
| Mouvements non commerciaux | 17 040 | 17 123 | 18 917 | 16 572 | 16 758 | 18 042 | 15 866 | 13 555 | 12 565 | 12 267 | 13 483 | 11 322 | 11 376 | 11 940 | 11 617 | 11 865 | 10 608 | 11 390 | 11 350 | 9 867 | 10 469 | 11 323 | 11 150 |
| - Locaux                   | 11 989 | 11 768 | 14 032 | 12 859 | 12 973 | 14 338 | 12 002 | 9 633  | 8 859  | 8 444  | 9 576  | 7 383  | 7 635  | 8 320  | 8 016  | 8 179  | 6 812  | 7 643  | 7 690  | 6 720 | 6 926  | 7 352  | 7 697  |
| - Voyages                  | 5 051  | 5 355  | 4 885  | 3 713  | 3 785  | 3 704  | 3 864  | 3 922  | 3 706  | 3 823  | 3 907  | 3 939  | 3 741  | 3 620  | 3 601  | 3 686  | 3 796  | 3 747  | 3 660  | 3 147 | 3 543  | 3 791  | 3 453  |
| Total                      | 17 379 | 17 589 | 19 455 | 17 007 | 17 129 | 18 368 | 16 206 | 13 900 | 13 067 | 12 738 | 13 965 | 11 740 | 11 773 | 12 339 | 12 015 | 12 118 | 10 775 | 11 508 | 11 438 | 9 948 | 10 554 | 11 470 | 11 338 |

| Année | Passagers | internationaux | nationaux |
| ----- | --------- | -------------- | --------- |
| 2024  | 1 217     | 88             | 1 129     |
| 2023  | 1 160     | 93             | 1 067     |
| 2022  | 503       | 80             | 423       |
| 2021  | 180       | 69             | 111       |
| 2020  | 325       | 46             | 279       |
| 2019  | 280       | 102            | 178       |
| 2018  | 390       | 129            | 261       |